# Van de trap gevallen
Van de trap gevallen is een hoorspel van Dick Walda. De VARA zond het uit op woensdag 2 juni 1971. De regisseur was Ad Löbler. De uitzending duurde 55 minuten.

## Rolbezetting
- Jan Borkus (Kobus Schuuring)
- Joke Hagelen (z’n vrouw Fie)
- Hans Veerman (Gerrit)
- Frans Somers (Arend)
- Eva Janssen (Annie)
- Paul van der Lek (de boekverkoper)

## Inhoud
Plaats van handeling: Amsterdam. Jopie, het vierjarige zoontje van Kobus en Fie Schuuring ligt in het ziekenhuis, want hij raakte zwaargewond bij een val van de trap. Kobus is een agressieve man en Fie vermoedt dat hij het kind van de trap heeft geduwd. Ook Kobus’ broer Gerrit, die bij hen inwoont, denkt dat. Op het ogenblik dat ze bezoek krijgen van hun broer Arend en zijn vrouw Annie rinkelt de telefoon…